# ريكاردو كانو
ريكاردو كانو (بالإسبانية: Ricardo Cano)‏ هو لاعب كرة مضرب أرجنتيني، ولد في 26 فبراير 1951 في بوينس آيرس في الأرجنتين.

## وصلات خارجية
- ريكاردو كانو على موقع رابطة محترفي التنس (الإنجليزية)
- ريكاردو كانو على موقع الاتحاد الدولي لكرة المضرب (الإنجليزية)
- ريكاردو كانو على موقع كأس ديفيز (الإنجليزية)
- ريكاردو كانو على موقع خلاصة التنس.كوم (الإنجليزية)